# Cisaille à levier
Une cisaille à levier est un outil de découpe des métaux.

## Lien web
- (tr) [vidéo] « AS 900 ALLIGATOR SHEAR », sur YouTube